# Gliese 710
Gliese 710 je oranžový trpaslík spektrální klasifikace K7 v ocasu souhvězdí Hada, zdánlivé hvězdné velikosti 9,66 a hmotnosti přibližně 0,4–0,6 sluneční hmotnosti.

## Charakteristika
V současnosti se nachází asi 63,0 světelných let od Země, s vlastním pohybem a radiální rychlostí, ovšem poslední data, která odeslal satelit Hipparcos ukazují, že se hvězda během 1,4 miliónu let přiblíží na vzdálenost 0,21 světelného roku. V okamžiku nejmenší vzdálenosti k Zemi se bude jednat o hvězdu první magnitudy, s jasností přibližné hodnoty Antara.
V časovém horizontu 10 miliónů let se jedná o hvězdu, která se nejvíce přiblíží ke Sluneční soustavě, což by mohlo způsobit rozrušení stability Oortova oblaku s následnou sprškou impaktů komet do vnitřní části soustavy, včetně Země.
Ruský astrofyzik Vadim Bobylev vyčíslil ve třetím čísle Astronomy Letters roku 2010 pravděpodobnost přiblíženi k Sluneční soustavě na vzdálenost 1,3 světelného roku na 86 % za dalších 1,5 miliónů let.
Hvězda s druhým největším rozrušujícím účinkem na Oortův oblak v rozmezí 10 miliónů let v minulosti nebo budoucnosti byla Algol (také známa jako Ďábelská hvězda), tvořící trojitou spektroskopickou soustavu o 5,8 sluneční hmotnosti, která se přiblížila na více než 9,8 světelného roku před 7,3 milióny let.